# Gare de La Croix de Berny
Gare de La Croix de Berny vasútállomás és RER állomás Franciaországban, Antony településen.

## Vasútvonalak
Az állomást az alábbi vasútvonalak érintik:
- Ligne de Sceaux

## Kapcsolódó állomások
A vasútállomáshoz az alábbi állomások vannak a legközelebb:
- Gare du Parc de Sceaux (Gare Aéroport Charles-de-Gaulle 2 TGV, Gare de Mitry - Claye, B RER-vonal)
- Gare d’Antony (Gare de Saint-Rémy-lès-Chevreuse, B RER-vonal)

## Lásd még
- Franciaország vasútállomásainak listája
- A RER állomásainak listája